# 坦嫩豪斯巴德湖

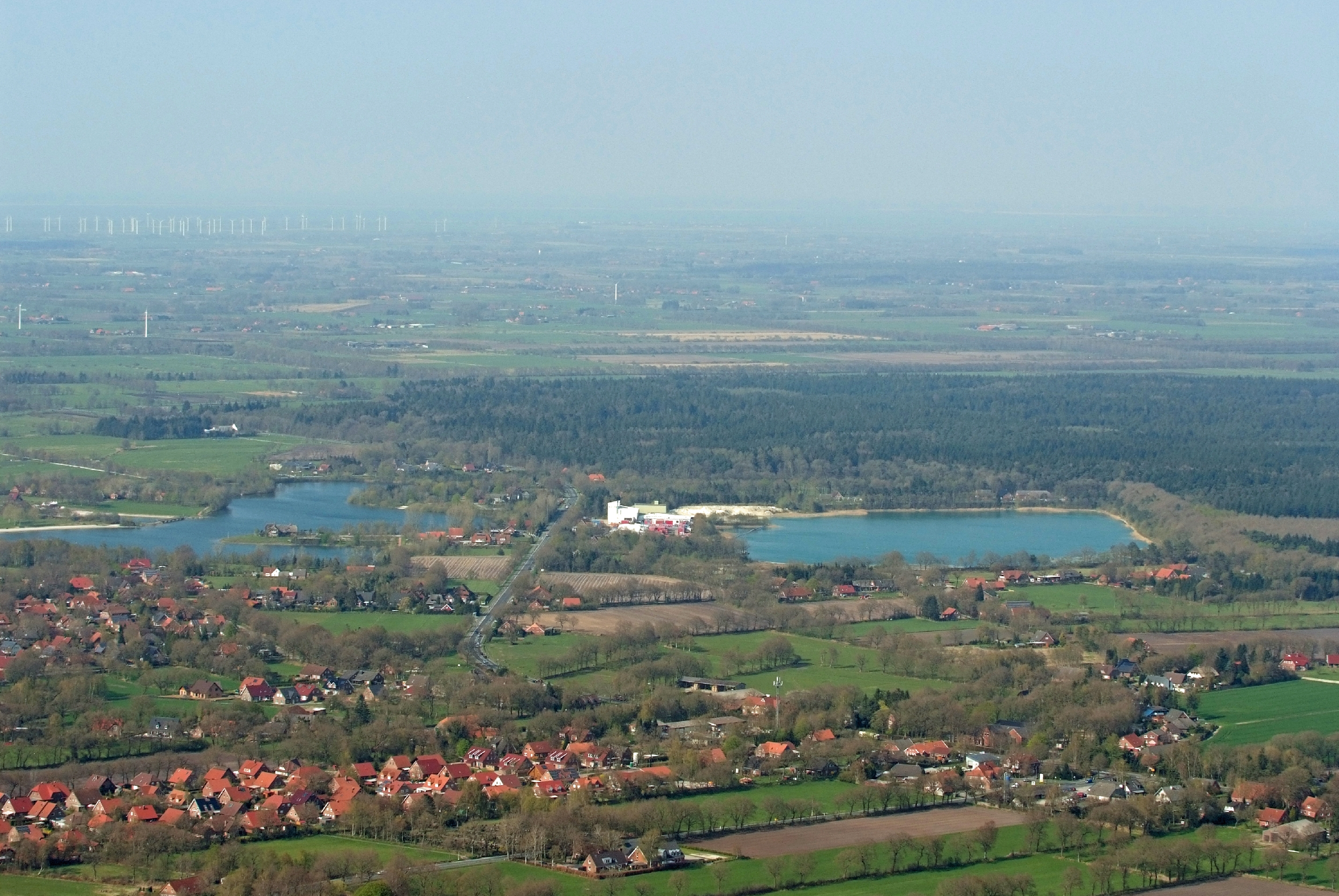

53°31′24″N 7°28′46″E / 53.52337°N 7.479372°E
坦嫩豪斯巴德湖（德語：Badesee Tannenhausen），是德國的湖泊，位於該國西北部，由下薩克森州負責管轄，處於奧里希，長0.8公里、寬0.4公里，該湖泊用作當地娛樂用途。